# Tetrix nikkoensis
Tetrix nikkoensis är en insektsart som beskrevs av Uchida, M. och Ichikawa 1999. Tetrix nikkoensis ingår i släktet Tetrix och familjen torngräshoppor. Inga underarter finns listade i Catalogue of Life.